# Timo Furuholm
Timo Furuholm (Pori, 11 ottobre 1987) è un ex calciatore finlandese, di ruolo attaccante.

## Palmarès

### Club
- Veikkausliiga: 1

Inter Turku: 2008
- Liigacup: 1

Inter Turku: 2008
- Suomen Cup: 2

Inter Turku: 2009, 2017-2018

### Individuale
- Capocannoniere della Veikkausliiga: 1

2011 (22 reti)